# Psophiidae
Los psofíidos (Psophiidae) son una familia de aves gruiformes conocidas vulgarmente como trompeteros o tentes. Están restringidos a los bosques del Amazonas en América del Sur. Se comunican por una llamada que recuerda el sonido de una trompeta, de donde toman su nombre común.
Son aves con cuello largo, patas fuertes y pico similar al de las gallináceas. El plumaje es suave, y son poco voladores. Son gregarias; anidan en la tierra, ponen muchos huevos grandes de color blancos o verdosos. Se alimentan de insectos y frutas. 

## Especies
Se conocen ocho especies de Psophia:
- Psophia crepitans - trompetero aligrís
- Psophia leucoptera - trompetero aliblanco
- Psophia viridis - trompetero aliverde
- Psophia ochroptera
- Psophia napensis
- Psophia interjecta
- Psophia dextralis
- Psophia obscura